# Фариновский сельсовет
Фариновский сельсовет — административная единица на территории Полоцкого района Витебской области Белоруссии. Административный центр — деревня Фариново.

## История
Образован в 1989 году.

## Состав
Фариновский сельсовет включает 17 населённых пунктов:
- Валевки — деревня.
- Вишнево — деревня.
- Воробьи — деревня.
- Дубовка — деревня.
- Козловка — деревня.
- Колтуны — деревня.
- Курьяны — деревня.
- Кутняны — деревня.
- Латышки — деревня.
- Лесины — деревня.
- Машелево — деревня.
- Меруги — деревня.
- Рабыши — деревня.
- Ревяки — деревня.
- Рогачи — деревня.
- Рудня — агрогородок.
- Фариново — деревня.